# Lotus (género)

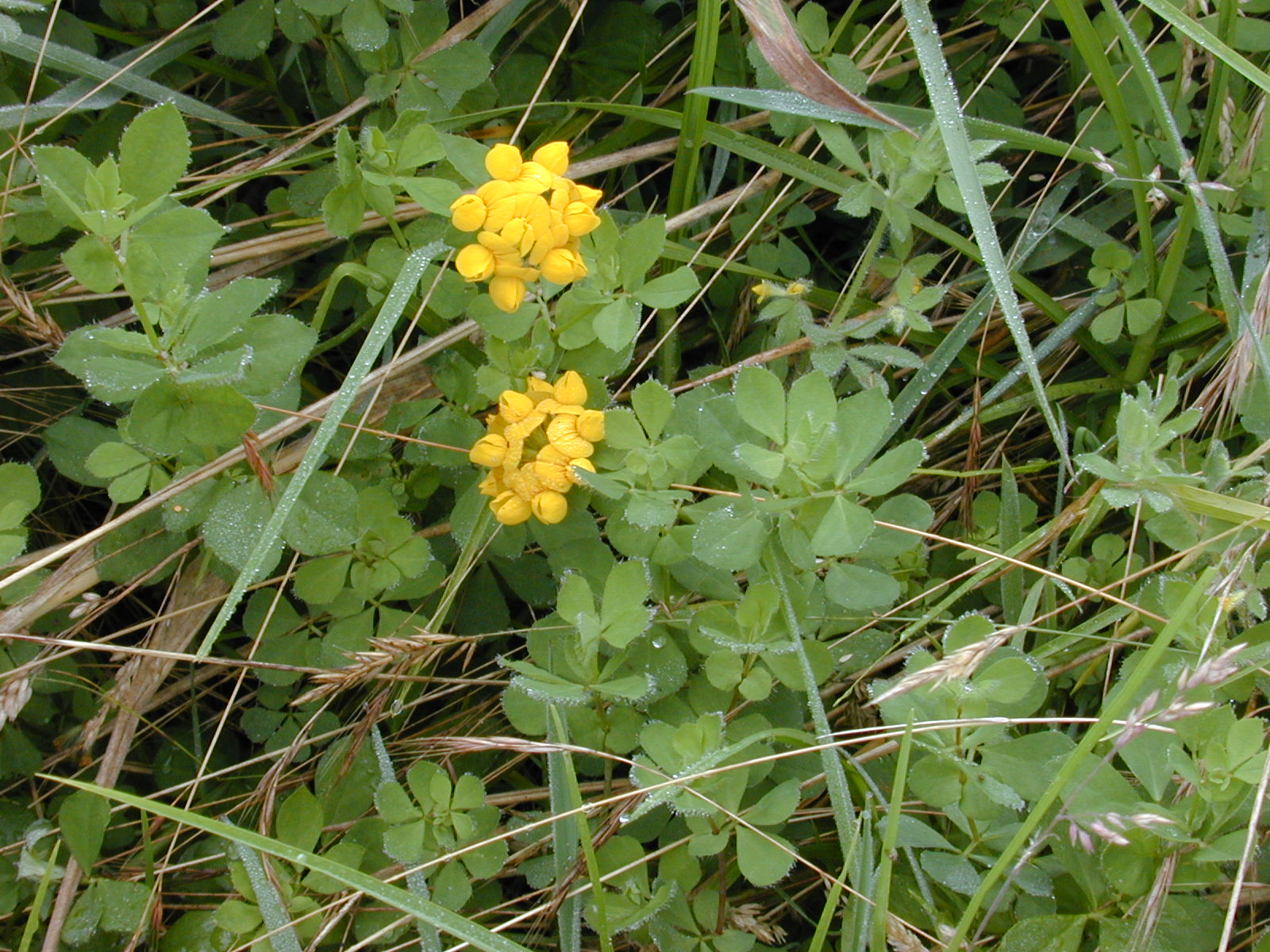
Flores de Lotus uliginosus.

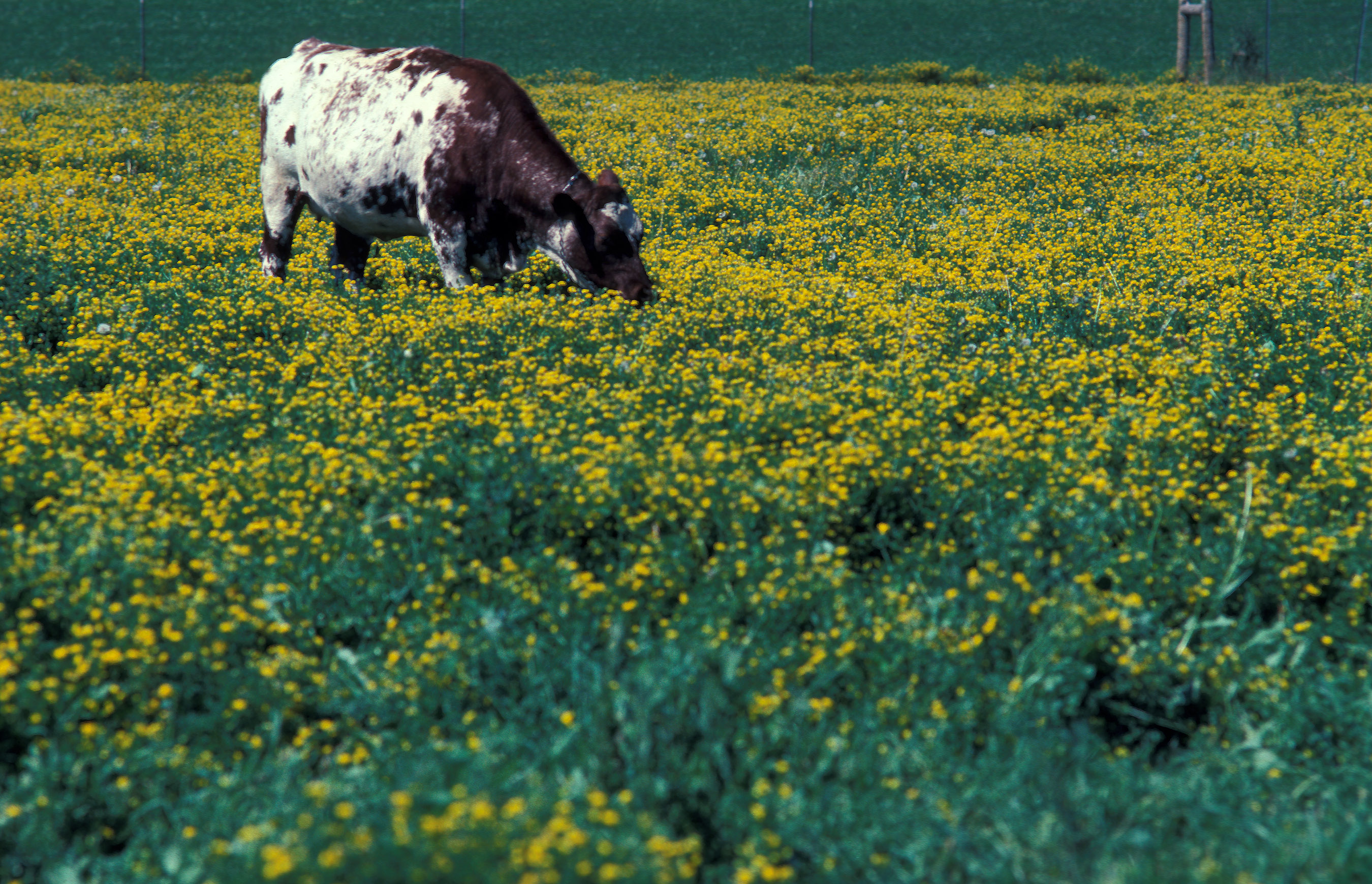
Pastagem dominada por Lotus corniculatus.

Lotus L. 1753 é um género botânico pertencente à família Fabaceae, que agrupa cerca de 150 espécies com distribuição natural cosmopolita, cujas plantas são em geral conhecidas pelo nome comum loto ou trevina. São em geral plantas vivazes, com folhas trifoliadas, glaucas, estípulas foliáceas e flores amarelas ou amarelo-avermelhadas. São espécies tolerantes aos solos pobres e às elevadas salinidades, sendo algumas utilizadas como plantas forrageiras.

## Descrição
O género Lotus agrupa cerca de 150 espécies de leguminosas, com uma distribuição natural muito alargada em ambos os hemisférios. Inclui espécies adaptadas a diferentes habitats, desde os ambientes costeiros às grandes altitudes.
A maioria das espécies apresenta folhas com três folíolos, algumas com duas grandes estípulas na base, aproximadamente iguais em tamanho aos folíolos, aparentando assim ter cinco folíolos. Algumas espécies apresentam folhas pinadas, com mais de 15 folíolos.
As flores ocorrem em inflorescências, geralmente de 3-10 juntas no ápex de um escapo com algunas brácteas foliosas basais. A coloração floral varia dos tons de amarelo vivo ao alaranjado, ocasionalmente avermelhado ou mesmo vermelho.
Algumas espécies são cultivadas como planta forrageira, com destaque para L. corniculatus, L. glaber e L. uliginosus. Algumas espécies têm sido objecto de estudos agronómicos para melhorar o seu cultivo e as suas propriedade forrageiras. Uma destas espécie é L. japonicus, objecto de um projecto de sequenciação genómica e já considerada um organismo modelo.
As espécies deste género podem produzir glicósideos cianogénicos potencialmente tóxicos para os gados. Muitas produzem taninos considerados como benéficos componentes antiedematosos.
Algumas espécies, como L. berthelotii, das ilhas Canárias, são plantas ornamentais. L. corniculatus é uma espécie invasora em  regiões da América do Norte e da Austrália.
Muitas espécies de Lotus são alimento para larvas de algumas espécies de Lepidoptera.

## Espécies

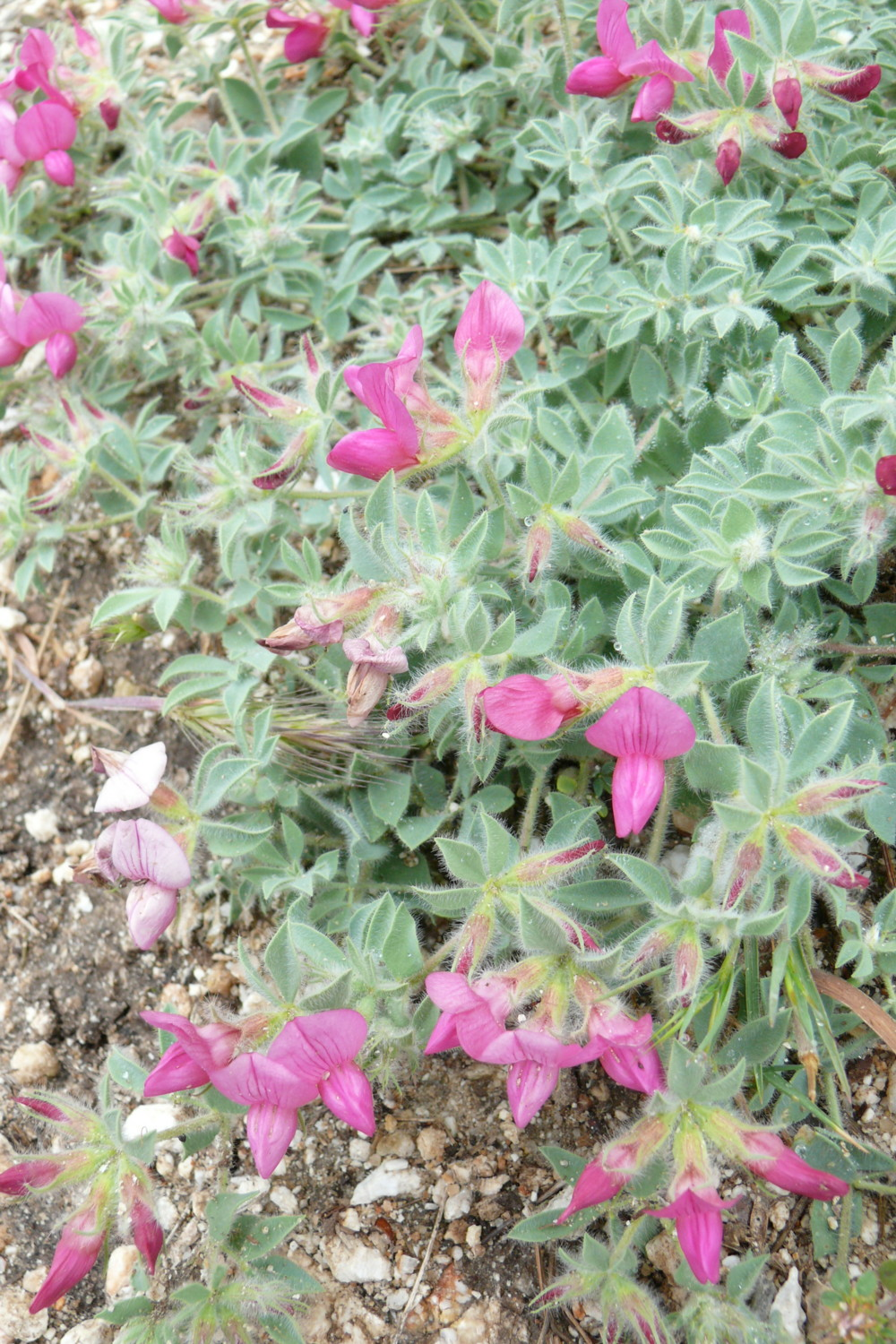
Lotus aduncus

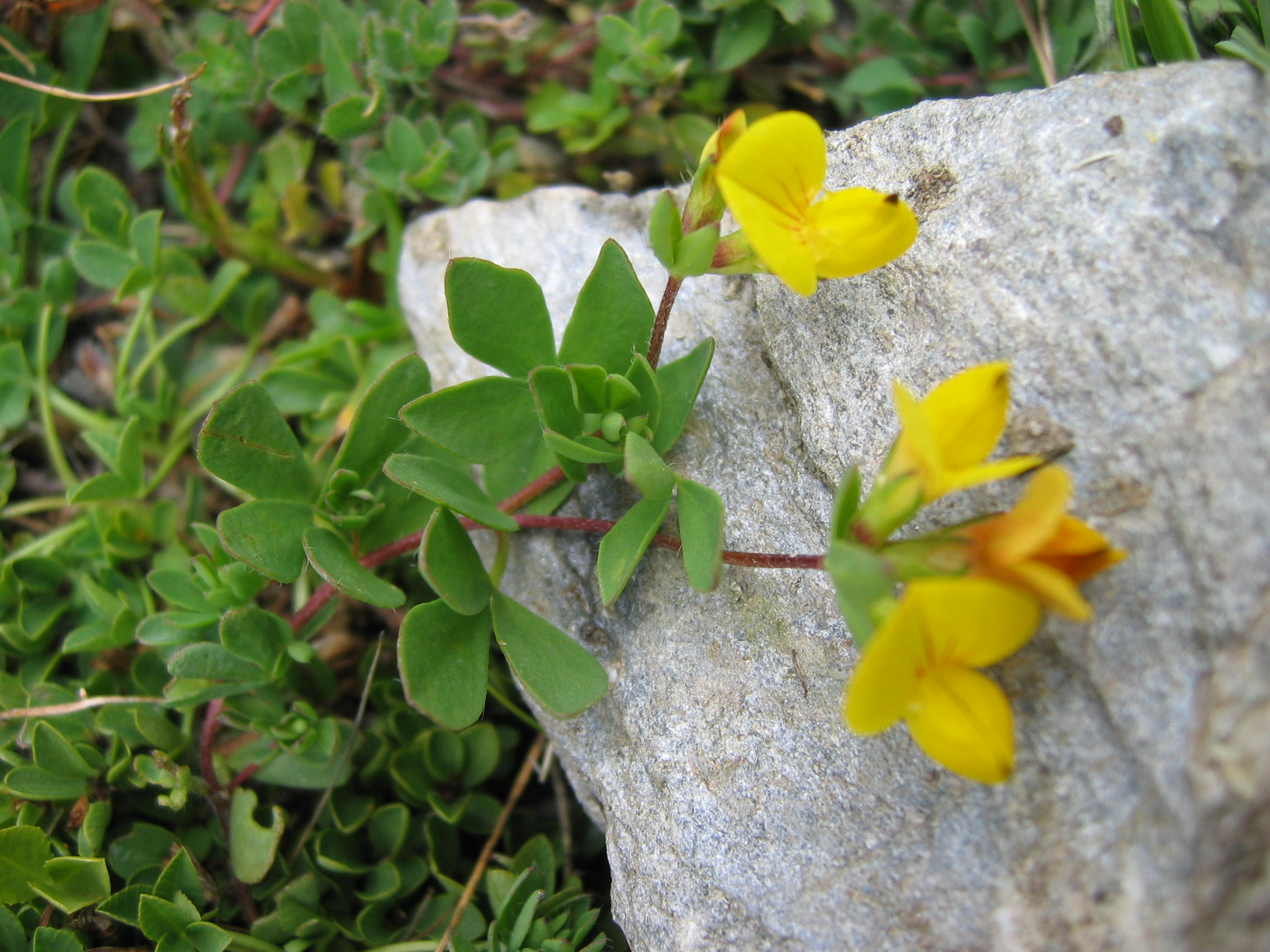
Lotus alpinus

- Lotus aboriginus –
- Lotus aduncus Lotus aduncus
- Lotus alamosanus –
- Lotus alpinus Lotus alpinus
- Lotus angustissimus –
- Lotus argophyllus –
- Lotus argyraeus –
- Lotus benthamii –
- Lotus berthelotii –
- Lotus cedrosensis
- Lotus corniculatus – Lotus corniculatus
- Lotus crassifolius –
- Lotus creticus
- Lotus dendroideus –
- Lotus denticulatus –
- Lotus formosissimus –

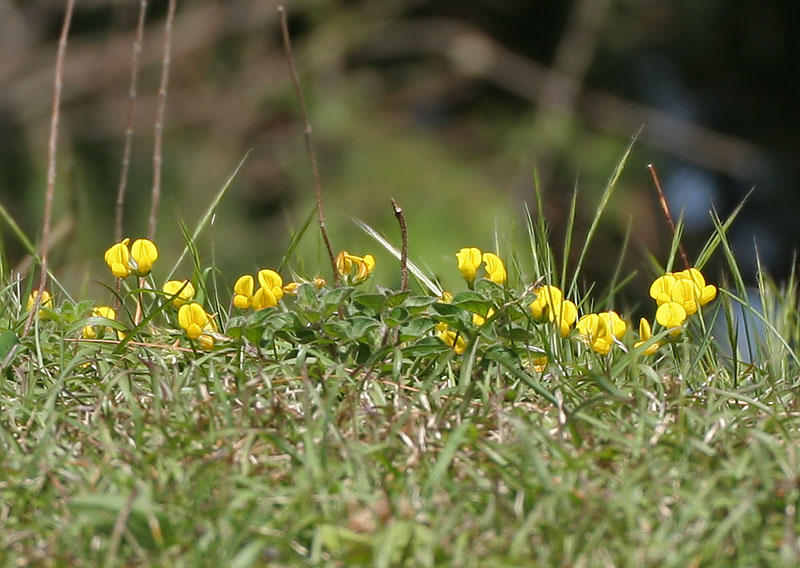
Lotus corniculatus

- Lotus glaber – (conhecido pelo sinónimo taxonómico Lotus tenuis)
- Lotus grandiflorus –
- Lotus greenei –
- Lotus hamatus –
- Lotus haydonii –
- Lotus heermannii –
- Lotus humistratus –
- Lotus incanus –
- Lotus intricatus –
- Lotus jacobaeus
- Lotus japonicus
- Lotus junceus –
- Lotus maculatus Lotus maculatus
- Lotus maritimus–
- Lotus mearnsii –
- Lotus micranthus –
- Lotus mollis –
- Lotus nevadensis –
- Lotus nuttallianus –
- Lotus oblongifolius –
- Lotus ononopsis –
- Lotus ornithopoides –
- Lotus palustris –
- Lotus parviflorus –
- Lotus pinnatus –
- Lotus plebeius –
- Lotus procumbens –
- Lotus purshianus –
- Lotus rigidus –
- Lotus rubriflorus –
- Lotus salsuginosus –
- Lotus scoparius –
- Lotus sessilifolius –
- Lotus stipularis –
- Lotus strigosus –
- Lotus subbiflorus –
- Lotus tetragonolobus –
- Lotus unifoliolatus –

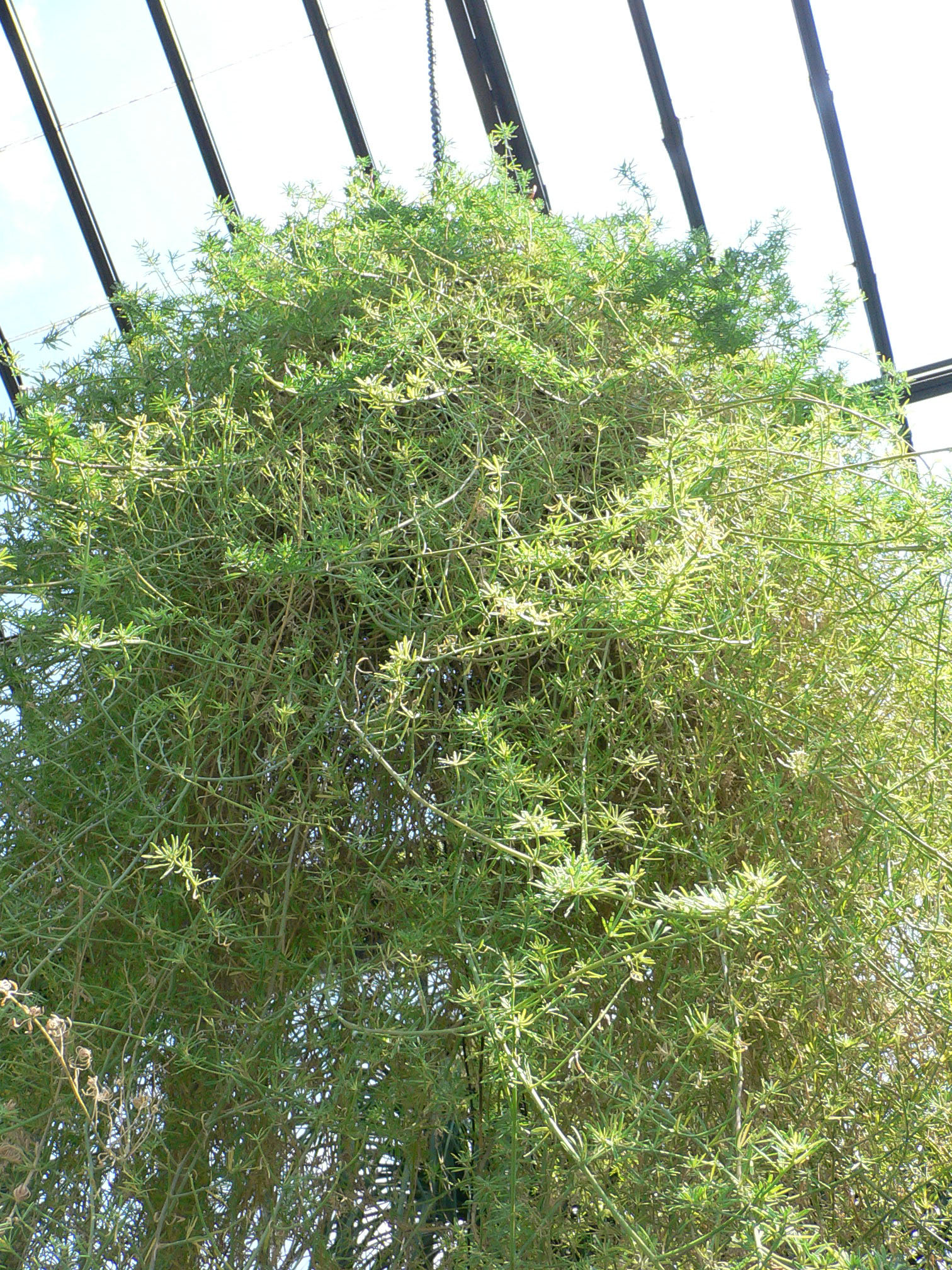
Lotus maculatus

- Lotus pedunculatus  – (conhecido pelo sinónimo taxonómico Lotus uliginosus)
- Lotus utahensis –
- Lotus wrangelianus –
- Lotus wrightii –
- Lotus yollabolliensis –

## Classificação lineana do género
| Sistema | Classificação                      | Referência               |
| ------- | ---------------------------------- | ------------------------ |
| Linné   | Classe Diadelphia, ordem Decandria | Species plantarum (1753) |